# Petrel Hill
Petrel Hill är en kulle i Antarktis. Den ligger i Östantarktis. Australien gör anspråk på området. Toppen på Petrel Hill är 35 meter över havet.
Terrängen runt Petrel Hill är varierad. Havet är nära Petrel Hill norrut. Trakten är obefolkad. Det finns inga samhällen i närheten.